# キサンチル酸
キサンチル酸（キサンチルさん、xanthylic acid）は、ヌクレオチド構造を持つ有機化合物の一種である。キサントシン一リン酸 (xanthosine monophosphate) とも呼ばれ、XMPと略される。XMPはキサンチン、五炭糖のリボース、1つのリン酸より構成されており、リン酸とキサントシン（ヌクレオシド）との間でリン酸エステルが形成されている。リン酸エステルの位置により、2'-体、3'-体、5'-体が知られる。5'-体はうま味を持つ呈味性ヌクレオチドのひとつでもある。

## 関連化合物
- キサントシン
- キサンチン二リン酸 (XDP)
- キサンチン三リン酸 (XTP)